# Iglesia de Santa María (Tsjinvali)
La iglesia de la Santísima Virgen  (en armenio:  Ցխինվալի Սուրբ Աստվածածին եկեղեցի; en georgiano: ცხინვალის ღვთისმშობლის მიძინების საკათედრო ტაძარი) es el nombre que recibe una iglesia armenia en el centro de la ciudad de Tsjinvali la capital de Osetia del Sur, una región independiente de facto de Georgia que la reclama. La iglesia sufrió daños en la noche del 7 al 8 de agosto de 2008  durante un bombardeo en la Guerra entre Rusia y Georgia.
La iglesia es utilizada por diversos grupos cristianos ortodoxos del país.
La iglesia de la Santísima Virgen fue construida en 1718. Desde el sur, cerca de la puerta, hay una inscripción en una piedra grande. Posee una cúpula. Fue construida en ladrillo y piedra. Las paredes de mampostería de la fachada están empotradas con grandes cruces y arcos.